# Bookeen
Bookeen — французская компания, специализирующаяся на разработке и производстве цифровых устройств для чтения электронных книг, представленных на рынке под брендом CyBook.

## История

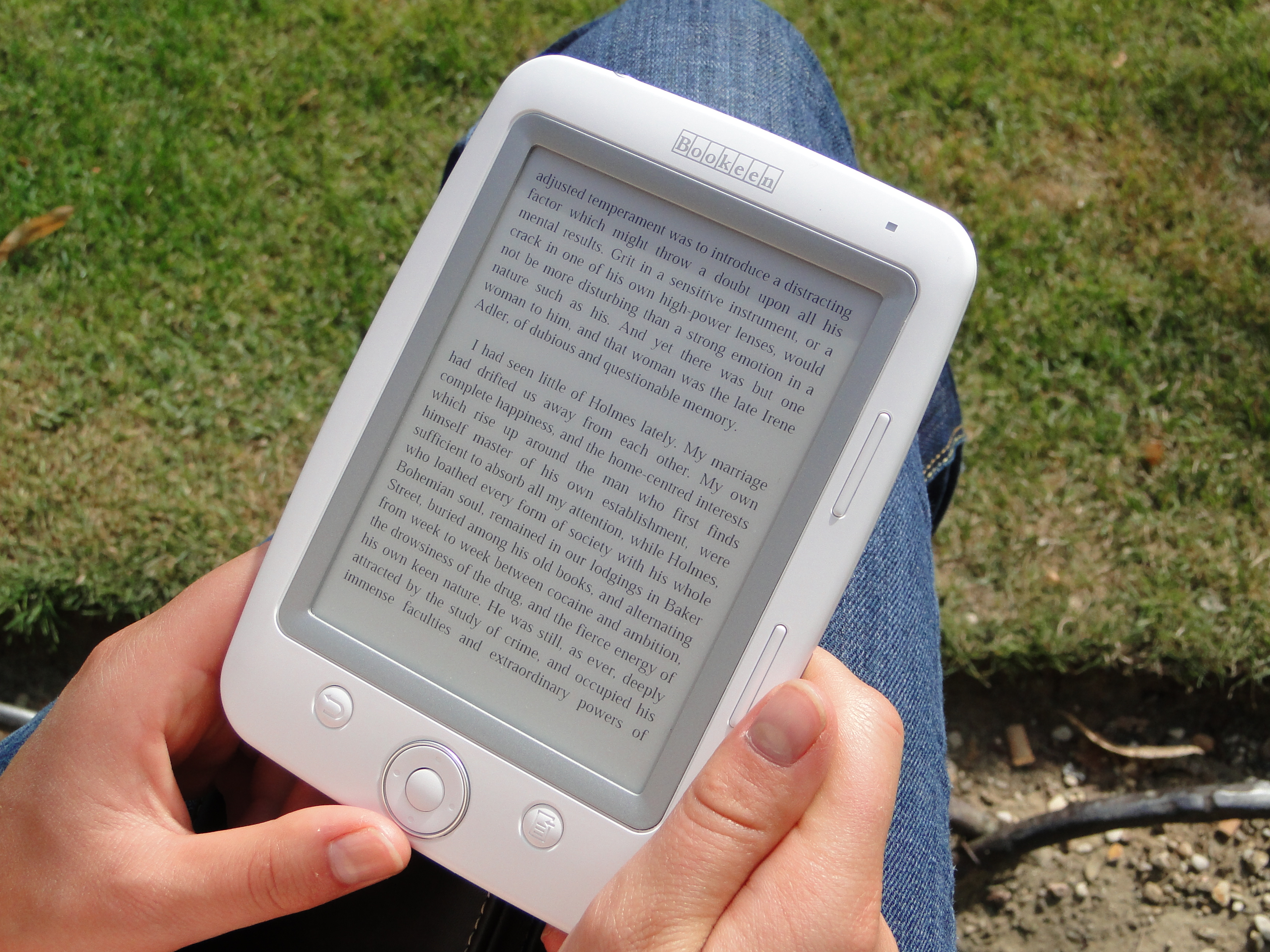

Компании Bookeen как самостоятельный бренд образовалась в 2003 году. Основателями Bookeen стали два инженера Лоран Пикар и Майкл Дан, ранее работавшие в разорившейся и покинувшей рынок фирме Cytale, являвшейся первой компанией в Европе, выпустившей собственный цифровой ридер.
Первым собственным продуктом Bookeen стало устройство для чтения электронных книг CyBook Gen1, построенным на основе соответствующих разработок предшественника Bookeen компании Cytale. При этом Лоран Пикара и Майкл Даан официально приобрели права на данные разработки, что позволило им выпустить собственный ридер уже в год основания компании. Модель CyBook Gen1 была единственной в линейке ридеров вплоть до конца 2006 года.
Именно в 2006 году Bookeen активно исследует и внедряет в новое поколение своих устройств инновационную, на то время, технологию E-Ink (электронные чернила или электронная бумага), результатом чего стал выпуск в 2007 году нового ридера CyBook Gen3.
В начале 2008 года компания начинает активно внедрять формат ePub, а с 2009 года и популярный в России FB2.
Следующим продуктом, выпущенным компанией на рынок, стал ридер CyBook Opus, который, по сути, является уменьшенной версией Gen3, однако дополненной некоторыми улучшениями. В частности CyBook Opus получил 1 Гб встроенной памяти, более быстрый процессор с тактовой частотой 400 МГц, акселерометр, автоматически переворачивающий страницу в книжный или альбомный формат, более легкий и удобный корпус.
В середине 2010 года компания Bookeen объявила о разработке нового ридера CyBook Orizon, главной отличительной особенностью которого от предыдущих моделей является сенсорный дисплей. Ожидалось, что первые продажи Orizon начнутся в середине октября 2010 года.
В августе 2011 года компания Bookeen запустила собственный магазин электронных книг BookeenStore.com с книгами в форматах ePub и PDF, а также подборкой бесплатных электронных книг без DRM-защиты.
В 2014 году компания Bookeen выпустила Cybook Muse, новое устройство для чтения электронных книг с шестидюймовым дисплеем, а позднее, в 2014 году, Cybook Ocean, устройство для чтения электронных книг с восьмидюймовым дисплеем.
В 2017 году выходит Bookeen Saga. Она оснащена шестидюймовым дисплеем Carta с разрешением 1024 × 758 и плотностью пикселей 213 PPI. Изначальное имеется 8 ГБ памяти для хранения электронных книг. Во Франции и Испании имеет название "Nolim"
В 2023 году компания выпускает новое устройство — Bookeen Notéa. Со слов компании это что-то среднее между электронной книгой и графическим планшетом, оснащенное 10,3 дюймовым сенсорным экраном. Планшет построен на системе Android 8.1. В комплекте поставляется стилус WACOM. В Notéa существует функция преобразования рукописного текста в печатный. Заявленное время автономной работы до 60 часов. 